# Soma (district in Turkije)
Soma is een Turks district in de provincie Manisa en telt 101,011 inwoners (2009). Het district heeft een oppervlakte van 838,87 km². De hoofdplaats van het district is de stad Soma, waar ook het merendeel van de bevolking woont.
De bevolkingsontwikkeling van het district is weergegeven in onderstaande tabel.
| 1997   | 2000   | 2007   |
| ------ | ------ | ------ |
| 87.078 | 89.038 | 97.739 |